# Ghat Dashashwamedh
Il Dashashwamedh è uno dei ghat principali lungo il fiume Gange a Varanasi nello stato indiano dell'Uttar Pradesh. È situato vicino al tempio di Vishwanath. In questo ghat si raduna due volte al giorno - all'alba e al tramonto - una nutrita folla per celebrare Ganga aarti, il cerimoniale indù di ringraziamento al fiume.

## Storia
Fu costruito per volere di Balaji Baji Rao, un regnante Peshwa nel 1748. Nel 1774 fu ricostruito da Ahilyabai Holkar, la regina di Indore. Vicino al ghat, con un'ampia vista sul fiume è presente il Jantar Mantar, un osservatorio costruito dal Maharaja Jai Singh di Jaipur nel 1737.

## Architettura
Il ghat è strutturalmente diviso in due parti: superiore e inferiore. Nella parte inferiore è possibile trovare rappresentazioni di Shitala Devi, Dashashvamedheshvara e Dashahareshvara. In entrambe le parti sono presenti piccoli tempi dedicati al fiume Gange.

## Leggende
Esistono due leggende legate a questo ghat. Secondo la prima Brahmā creò questo luogo per dare il benvenuto a Shiva. La seconda narra che Brahma sacrificò dieci cavalli durante Dasa-Ashwamedha yajña che si tenne qui. A supporto di quest'ultima leggenda è presente all'interno del ghat un linga a quattro teste, simbolo di Brahma.

## Ganga aarti

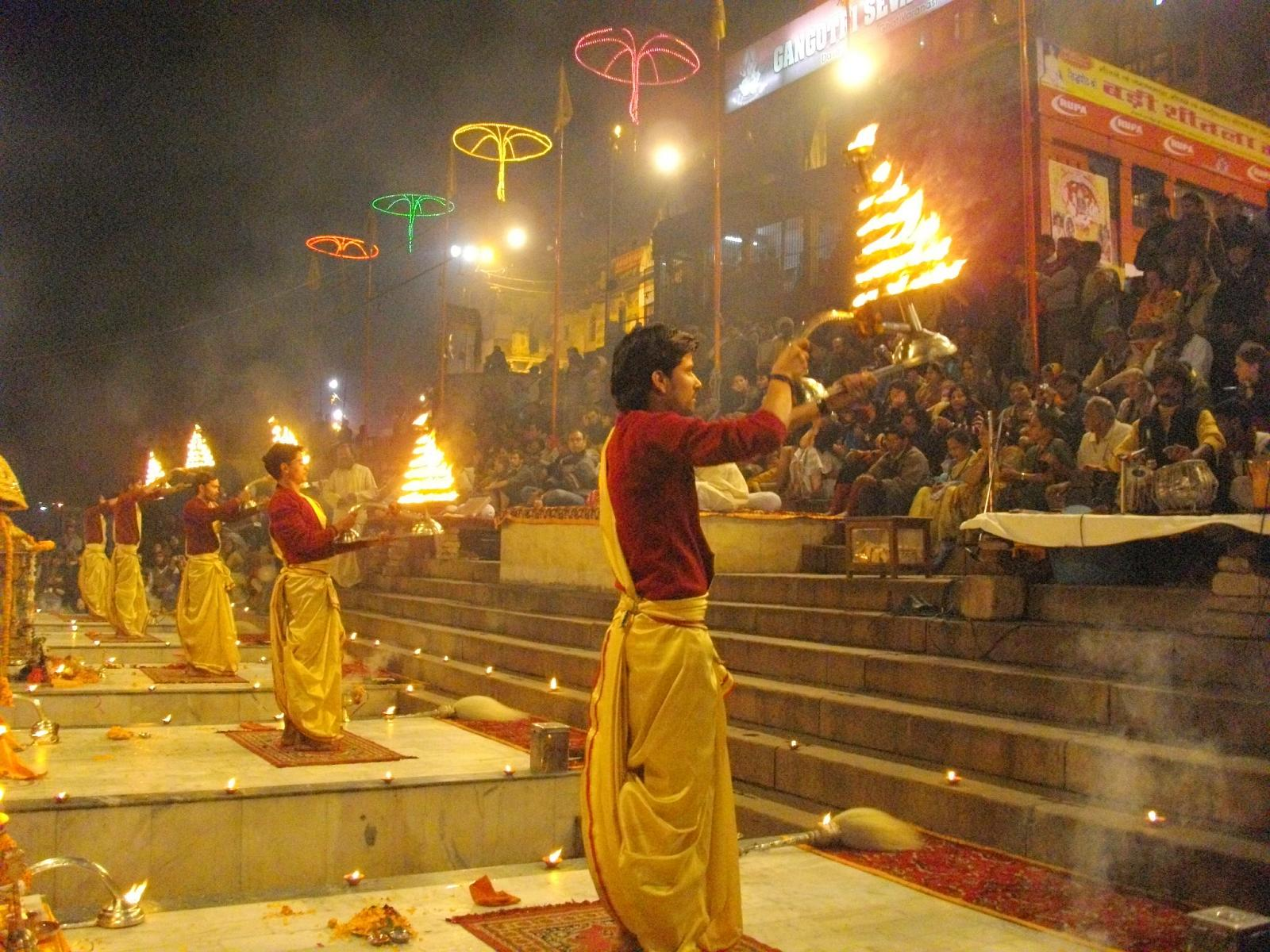
Il Ganga Aarti della sera.

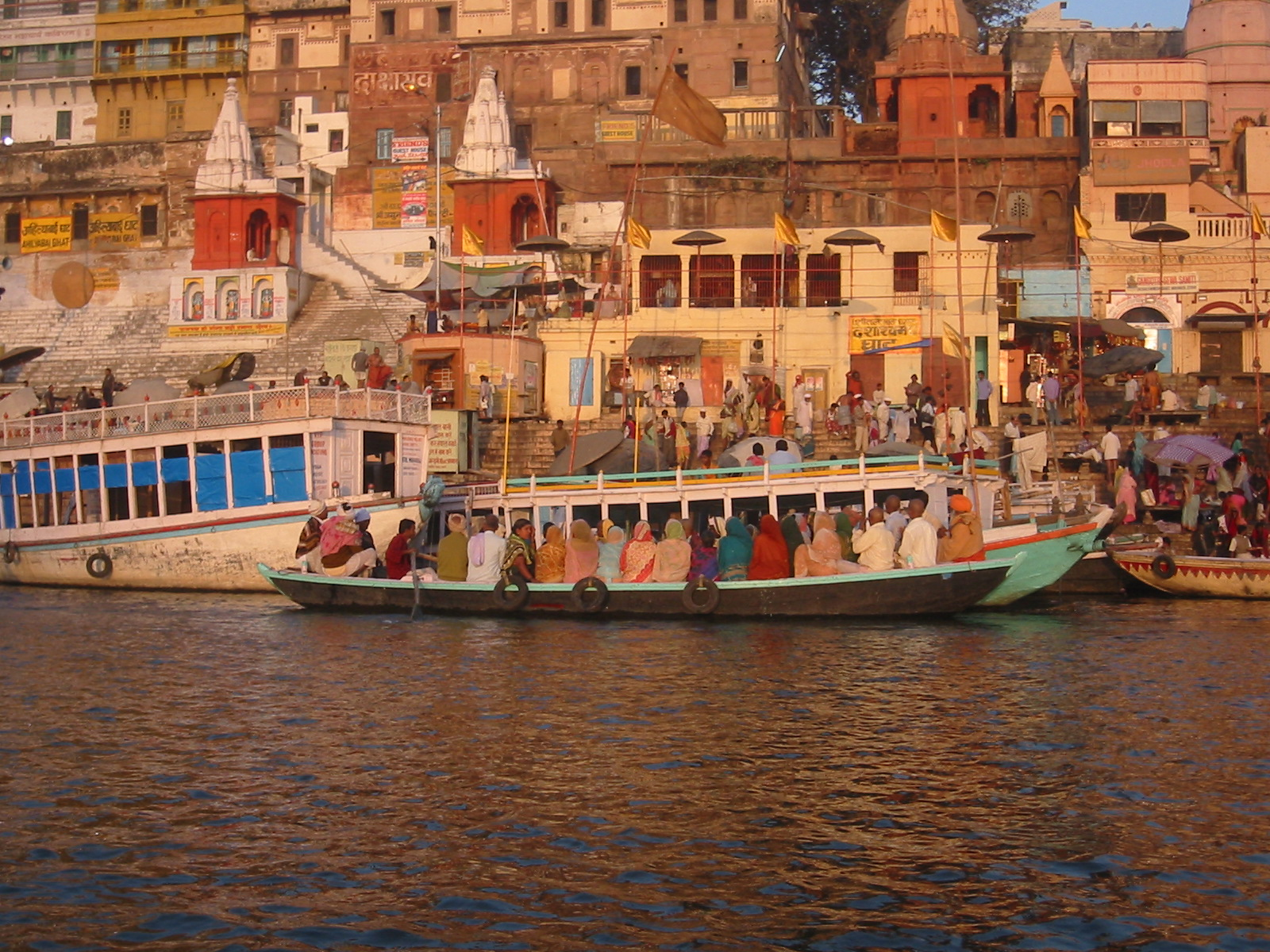
Il ghat visto dal Gange.

Il rituale del Ganga Aarti si tiene ogni giorno all'alba e al tramonto. Alcuni sacerdoti espletano il rituale brandendo dei deepam e muovendoli su e giù al ritmo del bhajan. Rituali particolari si tengono il martedì e durante le festività.
La durata del Ganga Aarti è di circa 45 minuti. La sera inizia subito dopo il tramonto. In estate il rituale comincia verso le 19:00, mentre in inverno verso le 18:00. Il rituale serale è generalmente molto affollato di fedeli e turisti.

## L'attentato terroristico del 2010
Il 7 dicembre 2010 un piccolo ordigno espose nella parte sud del ghat, uccidendo due persone e ferendone altre 37, tra cui sei turisti stranieri. Il gruppo militante islamista Indian Mujahideen rivendicò l'attentato